# Heidenoldendorf
Heidenoldendorf este o localitate care aparține de orasul Detmold și se află la 2 km de acesta. Localități (sectoare) vecine sunt Detmold-Süd, Hiddesen, Pivitsheide V. H., Nienhagen, Jerxen-Orbke și Detmold-Nord. Descoperirile arheologice atestă faptul că în „Waldheide” au existat așezări omenești încă în jurul anului 2000 î.Hr. Denumirea Heidenoldendorf s-ar putea să provină de la Heidenbach, sau de la „eretici”. În anul 859 Heidenoldendorf este amitit ca  „Aldanthorpe”, ca în anul 1339 să fie amintit sub numele de „Oldentrup”, iar în 1342 ca Hedernoldendorf.